# 德国蓝翼航空
德国蓝翼航空（Blue Wings）曾经是一家德国包机航空公司，主要经营从其运营基地——杜塞尔多夫机场出发飞往土耳其、中东和俄罗斯的航线。德国蓝翼航空的总部就在杜塞尔多夫机场内。